# ジョナサン・スペンス
ジョナサン・ダーモット・スペンス（Jonathan Dermot Spence、1936年8月11日 - 2021年12月25日）は、イギリス出身のアメリカの中国学者である。

## 人物
1993年から2008年までイェール大学の歴史学のスターリング教授を務めた。イェール大学での人気講座に基づいて中国史の過去数百年の歴史を概観した著書"The Search for Modern China"を始めとして、これまでに中国に関する著作を十数冊出版している。作家、評論家、エッセイストとしても活躍した。
スペンスの主な関心は、近代中国、特に清朝と西洋の関係である。スペンスは、伝記から文化的・政治的な歴史を考察することが多い。また、西洋人と中国人による「中国を変えようとする」努力と、それがどのように挫折したかということも共通のテーマである。

## 教育
スペンスは、ウィンチェスター・カレッジとケンブリッジ大学クレア・カレッジで教育を受けた。1959年にケンブリッジ大学で歴史学の学士号を取得した。中国の歴史と文化を研究するために、クレア・メロン・フェローシップでアメリカのイェール大学に留学し、1965年に修士号と博士号を取得した。大学院生時代には、1年間オーストラリアに滞在し、清朝史の著名な学者である房兆楹・杜聯喆の夫妻に師事した。

## 歴史学
スペンスは中国史研究の第一人者として広く知られており、2004年から2005年にかけてアメリカ歴史学会の会長を務めた。主に清朝時代を研究しているが、毛沢東の伝記や、20世紀の知識人と革命との関係を研究した"The Gate of Heavenly Peace"なども執筆している。スペンスは、イェール大学の学部で近代中国史の講義を担当しており、その内容を元に"The Search for Modern China"を執筆した。この本の献辞は"For My Students"（学生たちに捧ぐ）となっている。
スペンスは史 景遷（し けいせん）という中国名を持つ。この名前は、スペンスが歴史家の司馬遷を敬愛していることから付けられた（「史」は歴史の「史」であり、「景」は「仰ぎ慕う」という意味の「景仰」から取られた）。

## 賞と栄誉
スペンスは、アメリカで8つの名誉学位を取得しているほか、香港中文大学、オックスフォード大学（2003年）からも名誉学位を授与されている。北京大学の客員教授や南京大学の名誉教授でもある。2006年には、ケンブリッジ大学クレア・カレッジの名誉フェローに選出された。聖マイケル・聖ジョージ勲章コンパニオンを授与されている。
グッゲンハイム・フェロー（1979年）、ロサンゼルス・タイムズ歴史賞（1982年）、アメリカ芸術文学アカデミーのバーゼル賞（1983年）を受賞している。また、アメリカ芸術科学アカデミー会員（1985年）、マッカーサー・フェロー（1988年）、アメリカ議会図書館学者評議員（1988年）、アメリカ哲学協会会員（1993年）、イギリス学士院客員会員（1997年）に選出されている。
2008年5月と6月には、BBCラジオ4で放送された60周年記念リース・レクチャーズを行った。
2010年には、アメリカ議会図書館で毎年行われるジェファーソン講演会の講師に任命された。これは、アメリカ連邦政府が人文科学分野での功績に対して贈る最高の栄誉である。
晩年の著作「毛沢東」伝で「20世紀の偉大な指導者の一人」と表現したことで批判された。

## 私生活
スペンスはイングランドのサリーで生まれ、2000年にアメリカの市民権を取得した。
1963年にヘレン・アレクサンダー(Helen Alexander)と結婚したが、1993年に離婚した。ヘレンとの間にはコリンとイアンという2人の息子がいる。
後に台湾出身の金安平（アンピン・チン、コロンビア大学で中国古典哲学の博士号を取得したイェール大学の歴史学上級講師）と結婚し、コネチカット州ウェストヘイブンに住んでいる。著述家のメイ・チンは金安平の連れ子である。
妻との共編解説『中国の世紀　フォトドキュメント』（日本語版・大月書店、1998年）がある。

## 著作物

### 書籍
- The Search for Modern China (1990; 2nd edition, 1999; 3rd edition 2013)
- Tsʻao Yin and the Kʻang-hsi Emperor: bondservant and master (1966)[13]
- To Change China: Western Advisers in China, 1620–1960 (Boston：Little Brown, 1969).
  - 三石善吉 訳『中国を変えた西洋人顧問』講談社、1975年。
- Emperor of China: Self-Portrait of K'ang-Hsi (London: Jonathan Cape, 1974、2nd：Random House, 1988)[14]
- The Death of Woman Wang (Viking Press, 1978) - 17世紀の郯城県を舞台とする物語
  - 山本英史 訳『ある農婦の死：十七世紀、中国の現実と夢幻世界』平凡社、1990年。ISBN 4-582-48203-1。
- The Gate of Heavenly Peace: The Chinese and Their Revolution 1895–1980 (Penguin Books, 1982)
- The Memory Palace of Matteo Ricci (Penguin Publishing, 1984)
  - 古田島洋介 訳『マッテオ・リッチ 記憶の宮殿』平凡社、1995年。ISBN 978-4582482119。
- The Question of Hu (New York: Knopf, 1987 ISBN 978-0-394-57190-4) - 18世紀の中国人で、フランスを訪問した胡若望の伝記
- Chinese Roundabout: Essays on History and Culture(New York: Norton, 1992）
- God's Chinese Son (New York: Norton, 1996 ISBN 978-0-393-03844-6) 
  - 佐藤公彦 訳『神の子 洪秀全：その太平天国の建設と滅亡』慶應義塾大学出版会、2011年。ISBN 978-4766419061。
- The Chan's Great Continent: China in Western Minds(Norton, 1999）
- Mao Zedong. Penguin Lives. New York: Viking Press. (1999). ISBN 978-0-670-88669-2. OCLC 41641238
  - 小泉朝子 訳『毛沢東：ペンギン評伝双書』岩波書店、2002年。ISBN 978-4000267663。
- Return to Dragon Mountain: Memories of a Late Ming Man (Viking, 2007) ISBN 978-0-670-06357-4
- Treason by the Book (Viking, 2001) ISBN 0-14-102779-7

### 書評
- "The Dream of Catholic China" The New York Review of Books 54/11 (28 June 2007) : 22–24 - リアム・マシュー・ブロッキー(Liam Matthew Brockey)の"Journey to the East: the Jesuit Mission to China, 1579–1724"の書評